# Natalia Sjvedova

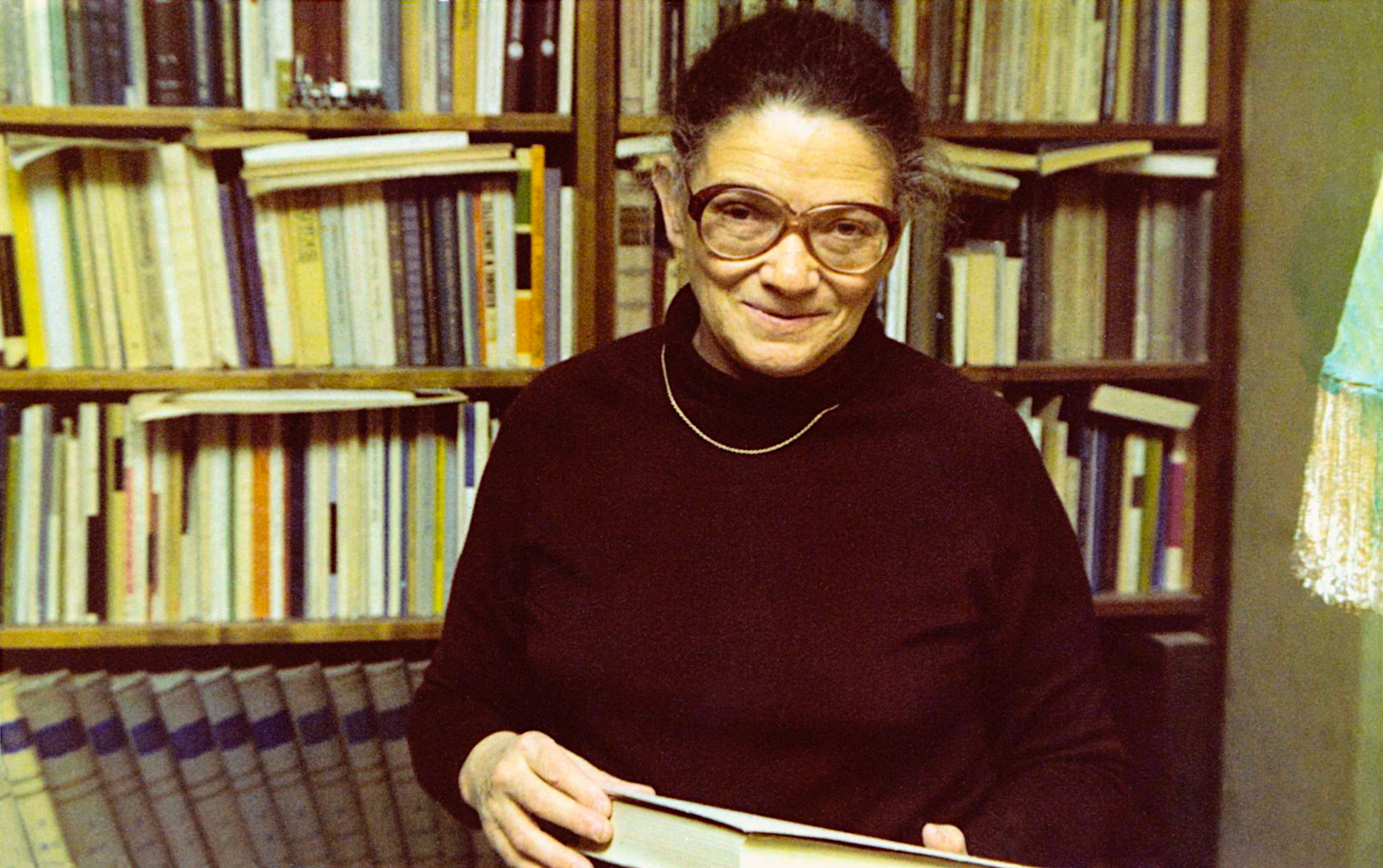
Natalia Sjvedova

Natalia Joelievna Sjvedova (Russisch: Наталья Юльевна Шведова) (Moskou, 25 december 1916 - aldaar, 18 september 2009) was een Russisch lexicografe, die de auteur was van verschillende standaardwerken over de Russische spraakkunst. Zij kreeg hiervoor in 1982 de Staatsprijs van de Sovjet-Unie.
Zij was de dochter van Joeli Ajchenvald en de favoriete leerling van Viktor Vinogradov. In 1997 werd zij lid van de Russische Academie van Wetenschappen. Na de dood van Sergej Ozjegov was Sjvedova verantwoordelijk voor de actualisering en correctie van zijn populair verklarend woordenboek Russisch. Onder haar meest recente werken is het eerste semantisch woordenboek van het Russisch te vermelden.